# Takashi Usami
Takashi Usami (宇佐美 貴史, Usami Takashi, Nagaokakyo, 6 mei 1992) is een Japans voetballer die als aanvaller speelt bij Gamba Osaka. Hij tekende in juni 2016 een contract tot medio 2020 bij FC Augsburg, dat hem overnam van Gamba Osaka.

## Clubcarrière
Usami maakte in 2009 als zeventienjarige zijn debuut bij Gamba Osaka. Een jaar later werd hij verkozen tot talent van het jaar in Japan. Dit zorgde voor interesse van een aantal Europese clubs. Bayern München bleek in juni 2011 het meest slagvaardig: zij huurden de Japanner, die zowel op het middenveld als in de aanval uit de voeten kan, voor een half jaar van Gamba Osaka met een optie tot koop. Door blessures van Franck Ribéry en Arjen Robben liet hij al in de voorbereiding op het seizoen 2011/12 van zich horen tijdens een vriendschappelijk duel tegen FC Barcelona.

## Cluboverzicht
| Seizoen | Club                  | Competitie | Weds | Goals |
| ------- | --------------------- | ---------- | ---- | ----- |
| 2009    | Gamba Osaka           | J1 League  | 3    | 0     |
| 2010    | Gamba Osaka           | J1 League  | 26   | 7     |
| 2011    | Gamba Osaka           | J1 League  | 11   | 2     |
| 2011    | → FC Bayern München   | Bundesliga | 3    | 0     |
| 2012/13 | → TSG 1899 Hoffenheim | Bundesliga | 20   | 2     |
| 2013    | Gamba Osaka           | J2 League  | 18   | 19    |
| 2014    | Gamba Osaka           | J1 League  | 26   | 10    |
| 2015    | Gamba Osaka           | J1 League  | 37   | 19    |
| 2016    | Gamba Osaka           | J1 League  | 16   | 5     |
|         |                       | Totaal     | 160  | 64    |

## Interlandcarrière
Usami nam met het Japans olympisch voetbalelftal onder leiding van bondscoach Takashi Sekizuka deel aan de Olympische Spelen van 2012 in Londen.

## Statistieken
| Japans voetbalelftal | Japans voetbalelftal | Japans voetbalelftal |
| Jaar                 | Wed.                 | Dlp.                 |
| -------------------- | -------------------- | -------------------- |
| 2015                 | 13                   | 2                    |
| 2016                 | 5                    | 1                    |
| 2017                 | 1                    | 0                    |
| 2018                 | 7                    | 0                    |
| 2019                 | 1                    | 0                    |
| Totaal               | 27                   | 3                    |

## Erelijst
Met Gamba Osaka:
- Kampioen J1 League: 2014
- Kampioen J2 League: 2013
- J.League Cup: 2014
- Emperor's Cup: 2009, 2014, 2015
- Supercup: 2015

Individueel:
- Talent van het jaar in Japan: 2010